# Душко Андрій Васильович
Андрі́й Васи́льович Душко́ (1878 , Троїцьке, Полтавська губернія, Російська імперія  — 23 квітня 1947 , Київ, Українська РСР, СРСР ) — український радянський діяч, майстер-раціоналізатор, слюсар Київського заводу «Арсенал». Депутат Верховної Ради УРСР 1–2-го скликань. Заступник голови Президії Верховної Ради УРСР (28 липня 1939 — 2 лютого 1947).

## Біографія
Народився 1878 року в селі Троїцьке, нині Полтавська область, Україна, у селянській родині. З тринадцятирічного віку наймитував у поміщика. У шістнадцятирічному віці перебрався до міста Миколаєва, де працював вантажником, а потім молотобійцем у кустарній ковальській майстерні. З 1898 року почав працювати слюсарем Київського військового заводу «Арсенал» (потім — Червонопрапорного заводу).
Активний учасник дореволюційних робітничих страйків, зокрема революції 1905 року та жовтневого повстання 1917 року в місті Києві.
З 1938 року — начальник та заступник начальника 11-го цеху Київського Червонопрапорного заводу заводу «Арсенал». Під час німецько-радянської війни — в евакуації. Був одним із кращих майстрів-раціоналізаторів Київського заводу «Арсенал».
Член ВКП(б) з 1938 року.
Помер 23 квітня 1947 року в Києві.

## Нагороди
- орден Трудового Червоного Прапора
- медаль «За доблесну працю у Великій Вітчизняній війні 1941—1945 років»